# Майкъл Джонс
Майкъл Джонс (на английски: Michael Johns) е австралийски певец, един от финалистите в 7-ия сезон на American Idol (музикално предаване в САЩ, известно още като Pop Idol в Англия и Music Idol в България).

## Кратка биография
Майкъл Джонс е роден в Австралия, но се мести да живее в САЩ през 1998 година, след като получава стипендия да играе тенис. Но той предпочита музиката и се отдава на музикална кариера. В продължение на 6 години живее в Атланта, Джорджия. Понастоящем живее в Лос Анджелис, Калифорния. Завършен атлет, висок 190 cm, с приятна външност и още по-приятен характер, той е любимец на публиката, където и да се появи. През 2001 година създава рок групата The Rising, но техните записи започват да се излъчват едва след като Майкъл се появява на АА.
След като напуска American Idol (финишира на 8-о място), Доли Партън е една от първите, които му се обаждат и искат да работят с него. Следват Деми Мур, Аштън Кътчър, получава много покани и предложения за участия в телевизионни предавания и звукозаписни студия. От 1 юли до 13 септември 2008 10-те финалисти от АА са на турне в 50 града на САЩ. Първият самостоятелен албум на Майкъл Джонс излиза на 23 юни 2009 година, а на 25 юни (в деня на смъртта на Майкъл Джаксън) изнася концерт в Лос Анджелис. Той също така участва в концерт, организиран от Дейвид Фостър. Редовно изнася концерти в различни клубове в Лос Анджелис и други градове на Америка.

## Дискография

### Албуми
| Дата на излизане  | Изпълнител   | Албум                                       | Лейбъл           | Брой песни |
| ----------------- | ------------ | ------------------------------------------- | ---------------- | ---------- |
| 16 септември 2003 | The Rising   | Future Unknown                              | Maverick         | 11         |
| 26 август 2003    | The Rising   | Live at the Apple Store                     | Maverick         | 5          |
| 2007              | Майкъл Джонс | Майкъл Джонс                                | -                | 12         |
| 2008              | Майкъл Джонс | Another Christmas                           | TRP records      | 1          |
| 2009              | Майкъл Джонс | Don't Look Down – The Height of Competition | TRP records      | 17         |
| 23 юни 2009       | Майкъл Джонс | Hold Back My Heart                          | Downtown Records | 12         |

### Сингли
| Година | Заглавие                        | Номер в класациите | Албум                                       |
| Година | Заглавие                        | US AC              | Албум                                       |
| ------ | ------------------------------- | ------------------ | ------------------------------------------- |
| 2009   | Life Is Okay (дует с Брук Уайт) | —                  | Don't Look Down – The Height of Competition |
| 2009   | Heart on My Sleeve              | 25                 | Hold Back My Heart                          |